# La piccola fiammiferaia
La piccola fiammiferaia (Den Lille Pige Med Svovlstikkerne) è una fiaba dello scrittore danese Hans Christian Andersen, pubblicata per la prima volta nel 1845.

## Trama
È l'ultimo giorno dell'anno e una bambina povera si trova in strada, al freddo, a tentare di vendere fiammiferi. Non sta riuscendo a venderne neppure uno, in quanto la gente rifiuta sempre i suoi fiammiferi trattandola in malo modo, e sta soffrendo terribilmente il freddo, ma non osa tornare a casa perché teme la reazione che il padre avrebbe vedendola rientrare senza un soldo di incasso.
Cercando disperatamente di scaldarsi, la Piccola Fiammiferaia inizia ad accendere qualche fiammifero. Per ogni fiammifero acceso, un'immagine appare davanti a lei, sparendo poi quando la fiamma si spegne; prima le appare una stufa, poi un tavolo imbandito, poi un albero di Natale.
Quando una stella cadente attraversa il cielo, alla Piccola Fiammiferaia torna in mente la nonna morta, che era solita raccontarle che ogni stella cadente è un'anima che vola in Paradiso. Accendendo un nuovo fiammifero, la bambina vede sua nonna; per prolungare quella visione, accende velocemente altri fiammiferi. Ed ecco che la nonna si materializza e porta in cielo la Piccola Fiammiferaia.
Il suo corpo senza vita viene ritrovato il mattino seguente nella neve, con un sorriso in volto e un mazzetto di fiammiferi spenti in mano. Tutti piangono la sua morte, nonostante il giorno prima l'avessero respinta bruscamente.

## Storia editoriale
La piccola fiammiferaia fu pubblicata per la prima volta nel dicembre 1845, in Dansk Folkekalender for 1846. In seguito venne ripubblicata il 4 marzo 1848 in Nye Eventyr. Andet Bind. Anden Samling. 1848 ("Nuove fiabe. Secondo volume. Seconda raccolta. 1848"); il 18 dicembre 1849 in Eventyr. 1850 ("Fiabe. 1850"); e il 30 marzo 1863 in Eventyr og Historier. Andet Bind. 1863 ("Fiabe e racconti. Secondo volume. 1863").
In Italia apparve per la prima volta nel 1859, con il titolo La fanciullina degli zolfini, in Letture di famiglia e scritti per fanciulli, per poi essere pubblicata nel 1864 nel volume Quindici racconti pei giovinetti, con il titolo La fanciulletta ed i zolfanelli.

## Adattamenti

### Cinema e televisione
La piccola fiammiferaia è stata adattata varie volte per lo schermo:
- The Little Match Seller (1902) cortometraggio muto britannico di James Williamson.
- The Little Match Seller (1912) cortometraggio muto statunitense di Joseph Sullivan.
- La piccola fiammiferaia (1953), cortometraggio d'animazione italiano di Romano Scarpa.
- The Little Match Girl (1937), cortometraggio animato della Screen Gems che ha ricevuto la nomination all'Oscar, poi vinto da Il vecchio mulino di produzione Disney.
- La piccola fiammiferaia (1975), cortometraggio della serie anime Le più famose favole del mondo (1975-1983).
- La piccola fiammiferaia (1987), film per la televisione statunitense di Michael Lindsay-Hogg.
- La piccola fiammiferaia (2006) cortometraggio animato prodotto dalla Disney e pubblicato nel doppio disco DVD de La sirenetta. Questa versione doveva far parte di un terzo capitolo di Fantasia che non fu mai ultimato.

### Opere teatrali e musicali
Il compositore tedesco Helmut Lachenmann ha messo in musica la fiaba di Andersen. La composizione ha avuto la sua prima rappresentazione ad Amburgo nel 1997; nel 2003 una versione modificata è stata rappresentata a Tokyo. Esistono incisioni di ambedue le versioni.
Il compositore italiano Claudio Vaira ha scritto parole e musica per la fiaba di Andersen. La composizione ha avuto la prima rappresentazione nel 2013 al Nuovo Teatro delle Commedie di Livorno. Valentina Vitolo, soprano (la piccola fiammiferaia) Arianna Rondina, soprano (la nonna) Giorgio Marcello, baritono (la stufa) Fabio Machiavelli e Matteo Lenzi, percussioni Angela Panieri, piano.  Coro a 4 voci miste e coro dei ragazzi dell'Istituto di Alta Formazione Artistica e Musicale P.Mascagni - Livorno.
Un'altra versione musicale, intitolata The Little Match Girl Passion, è stata scritta dal compositore statunitense David Lang, per la quale ha anche vinto il Premio Pulitzer per la musica nel 2008.

## Riferimenti in opere successive
- Lo scrittore statunitense Ambrose Bierce, nel 1874, scrisse Storiellina ("The little story") una parodia grottesca e macabra della fiaba.
- La piccola fiammiferaia appare nell'espansione Blood and Wine del videogioco The Witcher 3: Wild Hunt dove, stanca di vendere fiammiferi che nessuno compra, si è dedicata alla vendita di tabacco, alcolici e droga affermando che «è molto più redditizio e la richiesta è elevata».
- Nella copertina dell'album Il sogno eretico di Caparezza, è presente un boia che legge "La piccola fiammiferaia".
- Nell'episodio Il mostro della città innevata della serie televisiva Bem c'è un riadattamento della fiaba[4].
- Nell'episodio 50 dell'anime Sonic X, in un flashback, Chris, sta leggendo la fiaba.
- In un episodio di Doraemon, il protagonista usa un chiusky ispirato alla fiaba.